# Gare de Sevran - Beaudottes
Ne doit pas être confondu avec Gare de Sevran - Livry ou Freinville - Sevran (tramway d'Île-de-France).
La gare de Sevran - Beaudottes est une gare ferroviaire française de la ligne d'Aulnay-sous-Bois à Roissy 2-RER, située dans la commune de Sevran (département de la Seine-Saint-Denis).
C'est une gare de la Société nationale des chemins de fer français (SNCF) desservie par les trains de la ligne B du RER. Elle a la particularité d'être une gare souterraine.

## Situation ferroviaire
La gare, située au point kilométrique (PK) 17,650 de la ligne d'Aulnay-sous-Bois à Roissy 2-RER. Elle se situe entre les gares d’Aulnay-sous-Bois et de Villepinte. Elle dispose de deux voies et de deux quais.

## Histoire
Comme d'autres gares situées à proximité d'un quartier difficile, elle connaît une criminalité assez élevée (agressions et vandalisme).[réf. nécessaire]
En 2002, la gare est, selon un responsable de la ligne, celle posant le plus de problèmes d'insécurité pour le personnel et les voyageurs sur la ligne B du RER. Certains agents de sécurité sont toutefois régulièrement affectés à cette gare.
En 2018, selon les estimations de la SNCF, la fréquentation annuelle de la gare est de 8 466 000 voyageurs, nombre arrondi à la centaine la plus proche.

## Service des voyageurs

### Accueil
La gare, souterraine, est dotée de plusieurs accès : l'un via le centre commercial Beau Sevran et l’autre le long de la rue André-Toutain.
Le passage d'un quai à l'autre s’effectue par des escaliers montant au niveau des entrées.

### Desserte
La gare est desservie par les trains du RER B, au rythme d'un train toutes les 15 minutes dans chaque sens en heure creuse, et d'un train toutes les six minutes dans chaque sens en heure de pointe.

### Intermodalité
La gare est desservie par les lignes :
- 1, 15, 45, 607, 610, 617, 618 et 619 du réseau de bus Terres d'Envol ;
- Express 100 du réseau de bus Marne et Brie ;
- et 147 du réseau de bus RATP ;
- le service Filéo Roissy sud.

## Projets
La gare de Sevran - Beaudottes devrait offrir une correspondance avec la ligne 16 du Grand Paris Express.
La gare souterraine de la ligne 16 sera située au sud-est de la gare SNCF, avec les quais à une profondeur de 29 mètres. Un couloir de correspondance souterrain reliera la gare de la ligne 16 à la gare du RER B. La conception de la gare est confiée à l'agence d'architecture Duthilleul.
Les travaux préparatoires démarrent en octobre 2016.

## Galerie de photographies

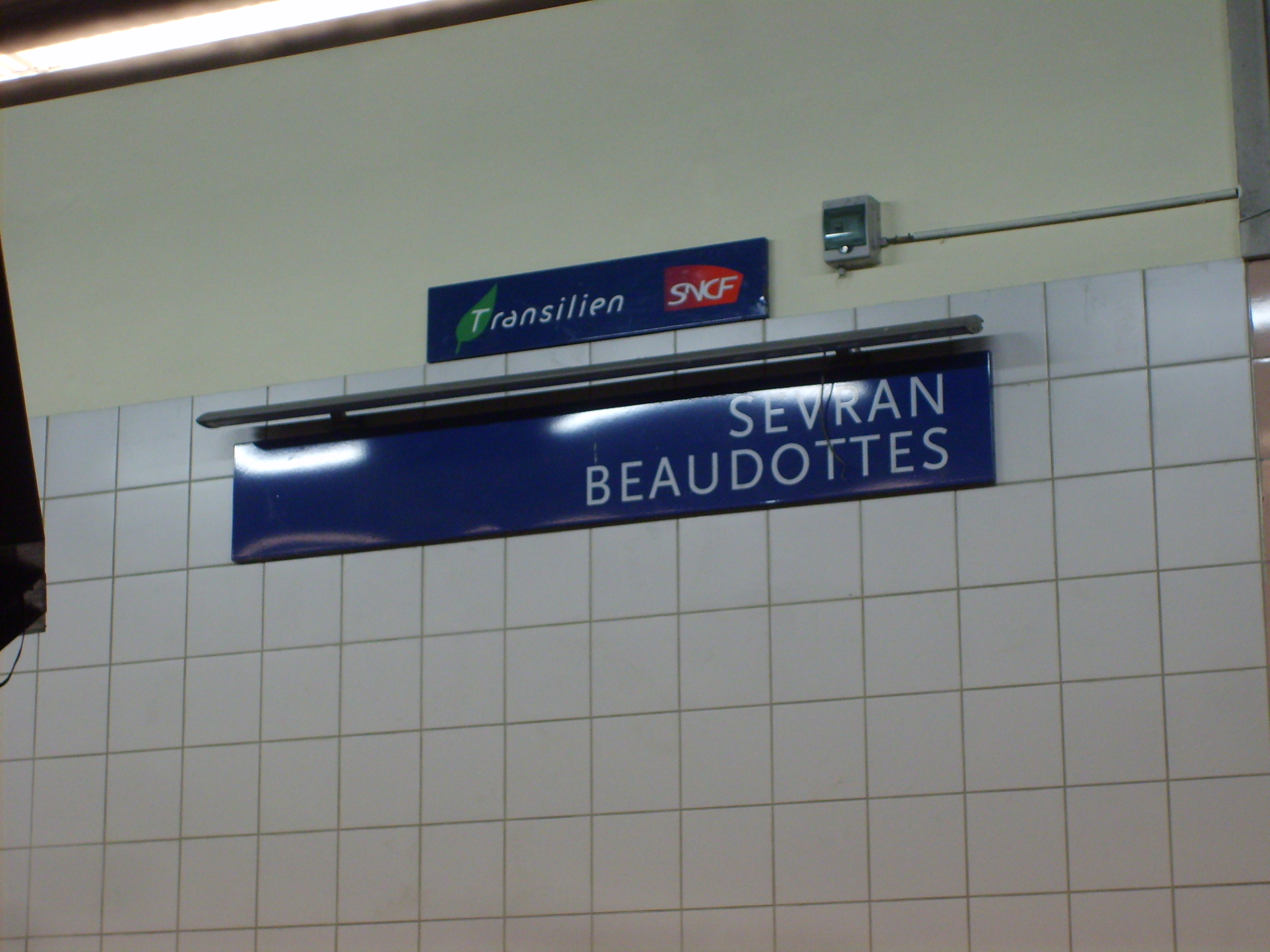
Ancienne plaque signalétique.
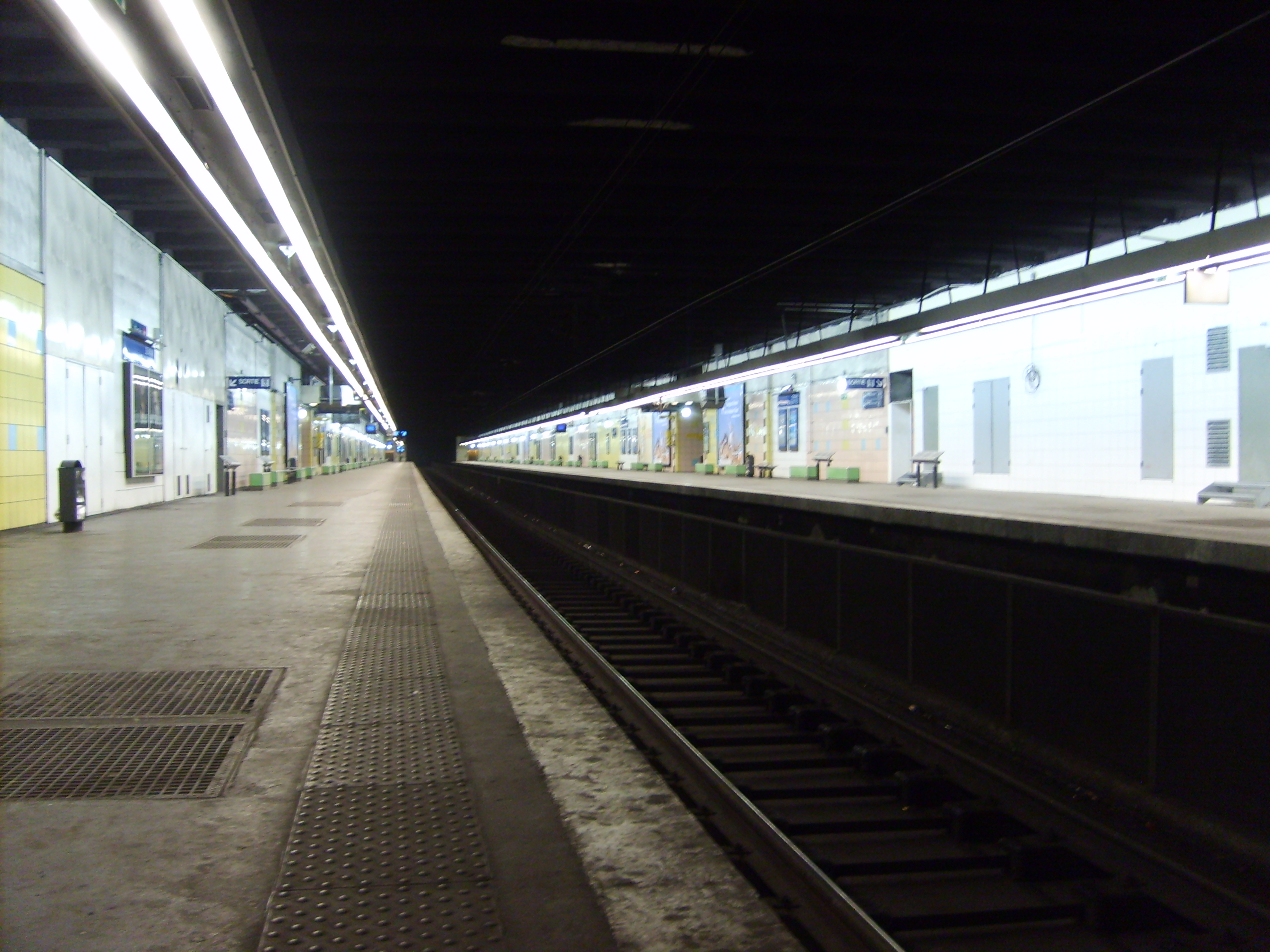
Vue depuis un quai.
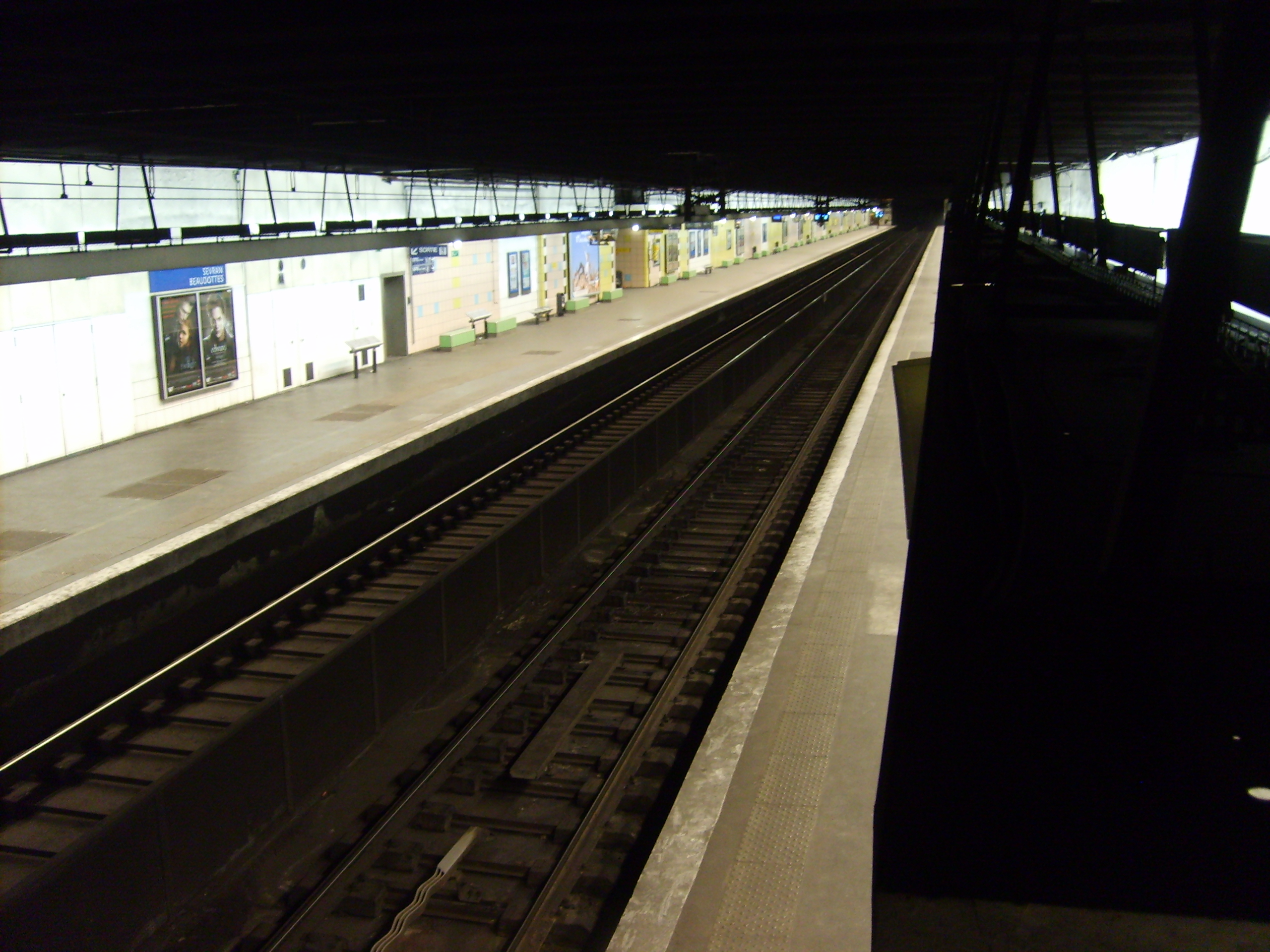
Vue en hauteur.
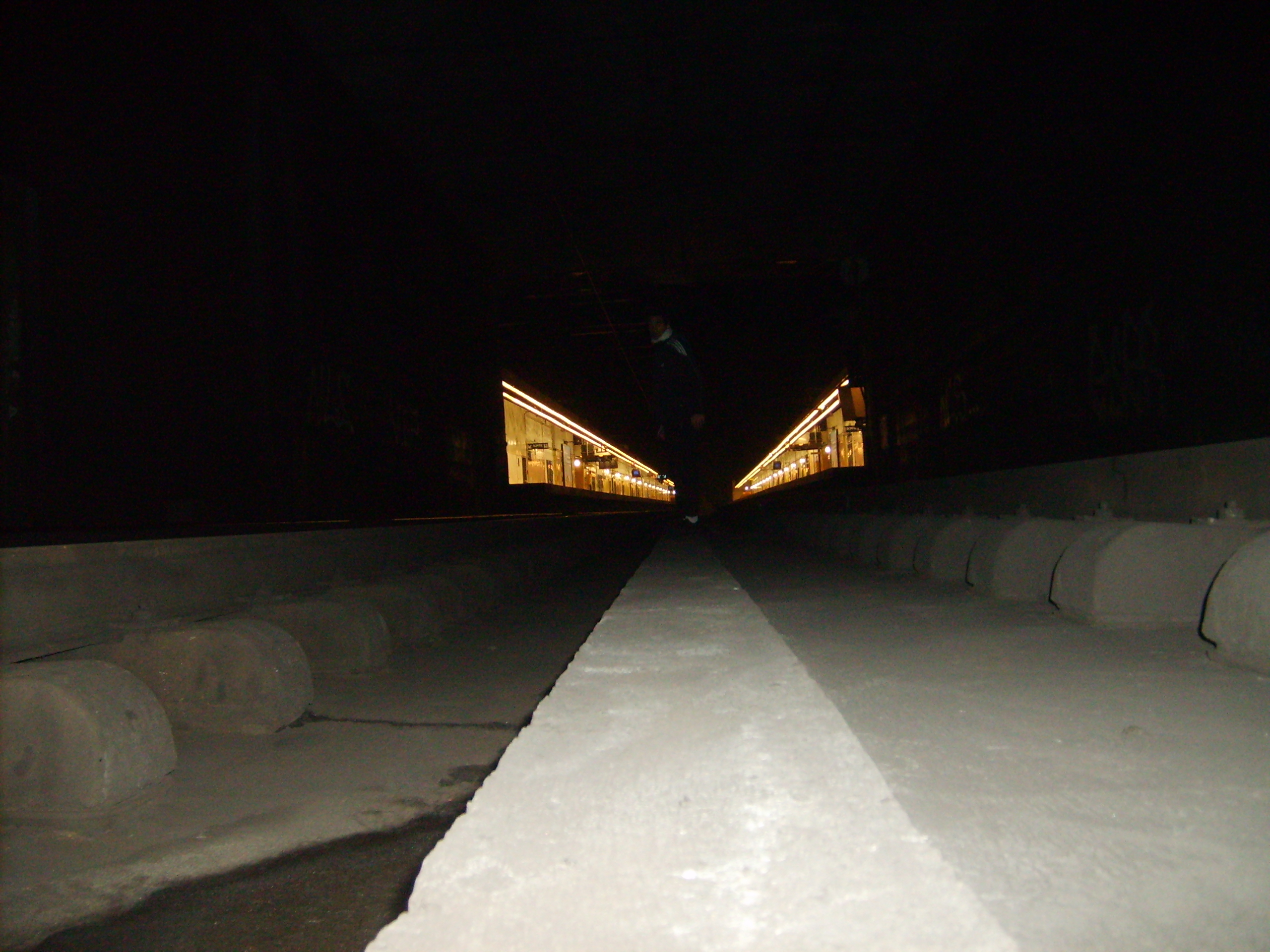
Vue depuis le tunnel côté nord.
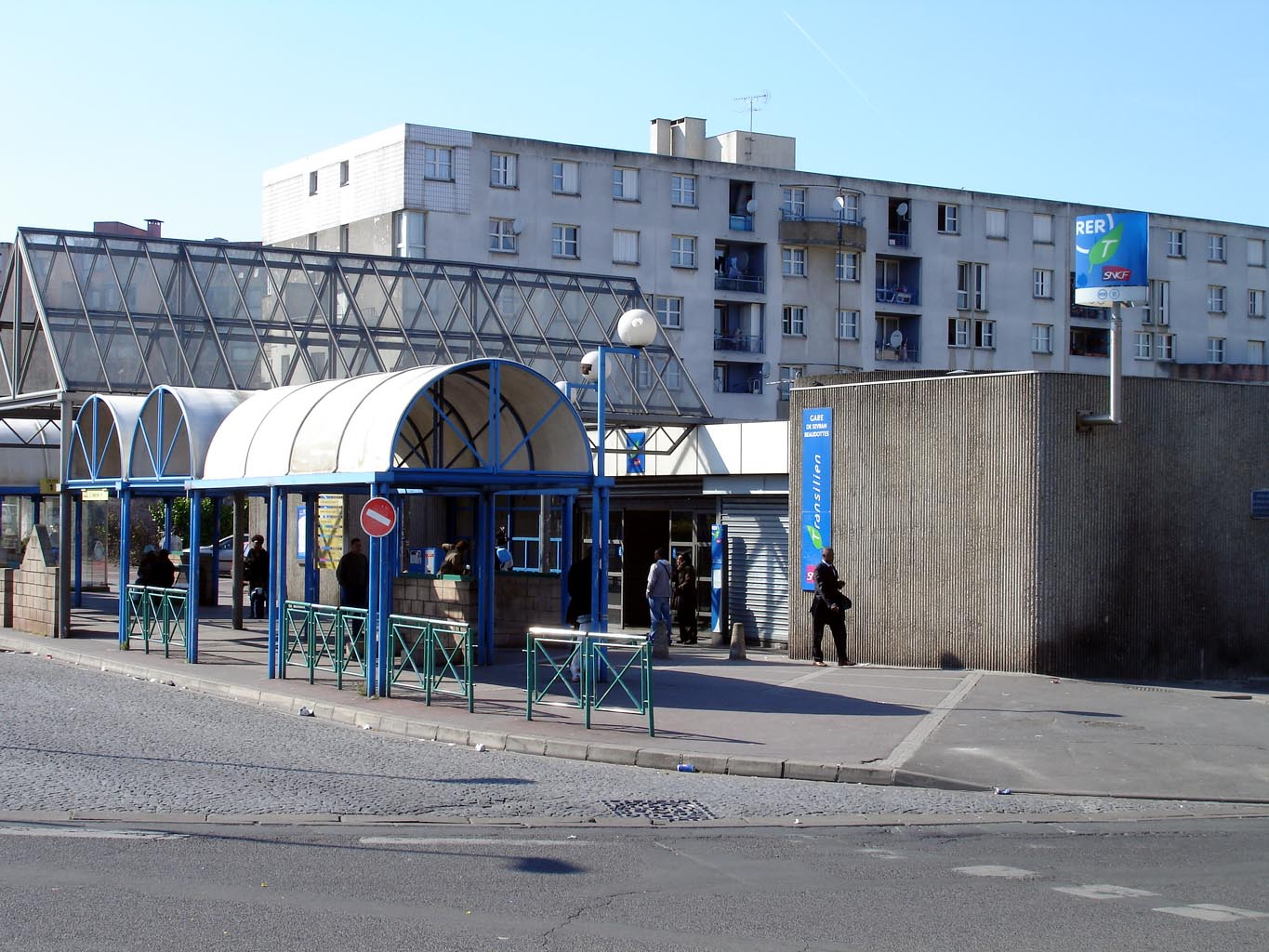
Bâtiment voyageurs avant rénovation.